# Metastaza
Metastaza, ili metastatička bolest, je širenje kancera iz jednog organa ili dela na druge ne susedne organe ili delove. Nova mesta oboljenja, koja se na taj način formiraju, se nazivaju metastazama (ponekad skraćeno "mets"). Ranije se smatralo da samo maligne ćelije tumora i infekcije imaju sposobnost metastaziranja, međutim to stanovište je promenjeno zahvaljujući nedavnim istraživanjima. Po poreklu metastaza je grčka reč sa značenjem "premeštanje", od μετά, meta, "sledeći", i στάσις, stasis, "postavljanje".
Kancer se javlja nakon progresivnog genetičkog oštećenja jedne ćelije tkiva, tako da se proizvode nove ćelije u obliku nekontrolisane proliferacije. Ta nekontrolisana proliferacija, mitoza, formira primarni heterogeni tumor. Ćelije od kojih je tumor sastavljen vremenom podležu metaplaziji, čemu sledi dosplazija i anaplazija, i rezultirajući maligni fenotip. Maligni fenotip omogućava intravazaciju u cirkulaciju, kojoj sledi ekstravazacija na drugo mesto za tumorigenezu.
Pojedine ćelije kancera stiču sposobnost penetracije zidova limfatičnih i/ili krvnih sudova, nako čega one mogu da cirkulišu kroz krvotok (cirkulišuće ćelije tumora) do drugih mesta i tkiva u telu. Ova proces je poznat (respektivno) kao limfatičko ili hematogeno širenje.
Nakon što ćelije tumora dospeju na drugo mesto, one repenetriraju sud ili zidove i nastave da se umnožavaju, čime se formira novi klinički primetan tumor. Taj novi tumor je poznat kao metastatički (ili sekundarni) tumor. Metastaza je jedna od tri prepoznatljive karakteristike malignosti (za razliku od benignih tumora). Većina neoplazama mogu da metastaziraju, mada u različitim merama (npr., bazaliome ratko metastaziraju).
Kad ćelije tumor metastaziraju, novi tumor se naziva sekundarni ili metastatički tumor, i njegove ćelije su slične ćelijama originalnog tumora. To znači, na primer, da ako rak dojke metastazira u plućima, sekundarni tumor se sastoji od abnormalnih ćelija dojki, a ne od abnormalnih ćelija pluća. Tumor pluća se tad naziva metastatički rak dojke, umesto raka pluća.

## Spoljašnje veze
- „Q&A: Metastatic Cancer”. Архивирано из оригинала 27. 08. 2008. г. Приступљено 05. 11. 2016. – from the National Cancer Institute
- „Invasion and Metastases”. – from Cancer Medicine e.5
- How Cancer Grows and Spreads – an interactive Flash presentation that explores the progression of a carcinoma from a single cell to metastasis; from Children's Hospital Boston
- The MetaCancer Foundation – resources and support for metastatic cancer survivors and their caregivers
- „Metastatic Breast Cancer Network”. Архивирано из оригинала 15. 12. 2020. г. Приступљено 05. 11. 2016.